# Gumpert
Gumpert is een Duits bedrijf, dat zich richt op het maken van supercars.
Hun eerste productiemodel was de Apollo. Gumpert heeft gewerkt met diverse technische partners voor het ontwikkelen van de Apollo, met inbegrip van KW voor de ophanging en ATS voor de wielen. Eigenaar en oprichter van Gumpert Sportwagenmanufaktur GmbH is Roland Gumpert, voormalig hoofd van Audi Sport.
Hij behaalde voor Audi twee rijders- en twee constructoren-World Rally Championship-titels tijdens zijn tijd daar.
Het bedrijf is gevestigd in Altenburg, Thüringen en later definitief failliet gegaan

## Beschikbaarheid
De Gumpert Apollo en Apollo Sport zijn alleen beschikbaar op de Europese, Midden-Oosten en de Amerikaanse markt. Er wordt geschat dat Gumpert ongeveer 24 exemplaren per jaar produceert. Gumpert was van plan dit aantal in 2008 te verhogen.

## Motorsport
In april 2008 heeft Gumpert aangekondigd dat het zou deelnemen aan de 24-uursrace van de Nürburgring met een hybrideversie van de Apollo, bestuurd door de winnaar van 2004 Dirk Müller en ex-Formule1-racer Heinz-Harald Frentzen. Deze Apollo maakt gebruik van een 3,8 liter benzinemotor, gekoppeld aan een 100kW-elektromotor. De auto had ook de mogelijkheid de batterij op te laden tijdens het remmen.

## Top Gear
In juli 2008 zette de Gumpert Apollo in de Britse show Top Gear de snelste tijd neer op hun circuit.
Hiervoor stond de snelste tijd op naam van de Ascari A10.